# Miriam Shapira-Luria
Miriam Shapira-Luria, également connue sous le nom de Rabbanit Miriam, est une érudite talmudique de la fin du Moyen Âge. Selon l'universitaire Lawrence H. Fuchs, elle est l'une des femmes talmudistes « les plus remarquables ».

## Famille
Miriam Shapira-Luria vit au XIIIe,, à la fin du XIVe ou au début du XVe siècle,,,, à Constance, à la frontière sud de l'Allemagne. Son père, le rabbin Solomon Shapira, est un descendant de Rachi, commentateur et talmudiste du XIe siècle,,. Le frère de Shapira-Luria est le rabbin Peretz de Constance. Son mari, Yochanan Luria est aussi un rabbin, connu pour son interprétation libérale du Talmud.

## Enseignante de Talmud
Shapira-Luria, également connue sous le nom de Rabbanit Miriam, enseigne à Padoue, en Italie. Elle dirige une yeshiva et donne des conférences publiques sur les codes de droit juifs,. Elle connait parfaitement la littérature rabbinique et d'après Nahida Ruth Lazarus, ses « discussions talmudiques avec d'autres savants distingués de son temps font sensation ». Les enseignantes communautaires sont rares dans la tradition juive mais « pas sans précédent », selon Norma Baumel Joseph, qui cite comme autres exemples Huldah, Brouria, Asenath Barzani et Nechama Leibowitz.
Les sources du dix-neuvième siècle rapportent que Shapira-Luria, connue pour sa beauté, se place derrière un rideau lorsqu'elle enseigne le Talmud à des jeunes hommes afin qu'ils ne soient pas distraits par son apparence,.

## Descendance
Shapira-Luria est l'ancêtre de la famille rabbinique Luria, elle est notamment la grand-mère du posseq Solomon Luria (en).

## Voir également
- Bat ha-Levi (en)